# Typhlocirolana moraguesi
Typhlocirolana moraguesi är en kräftdjursart som beskrevs av Emil Racoviţă 1905. Typhlocirolana moraguesi ingår i släktet Typhlocirolana och familjen Cirolanidae. Inga underarter finns listade i Catalogue of Life.